# Pilgerkreuz am Veitscher Ölberg

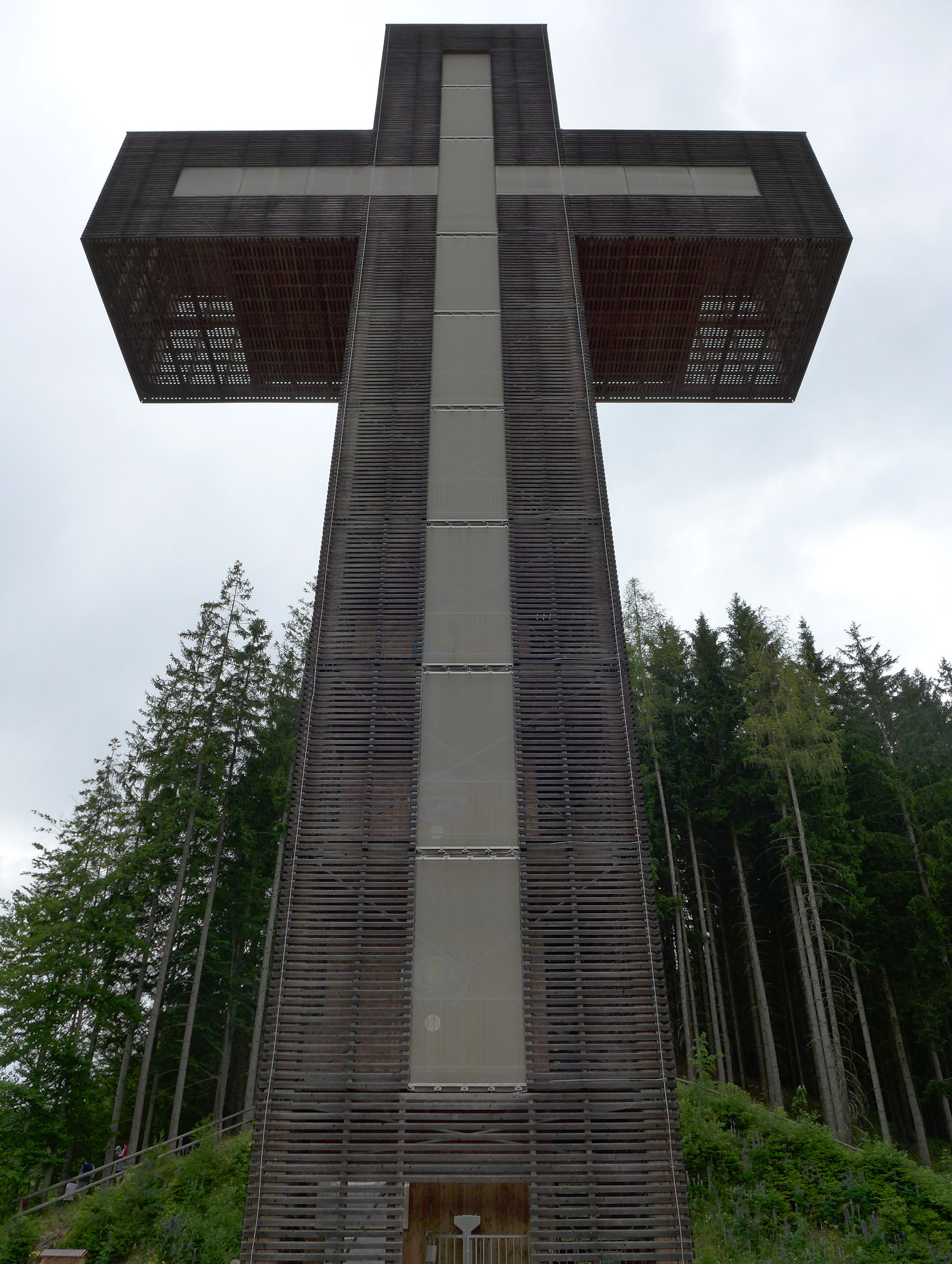
Das Pilgerkreuz am Veitscher Ölberg

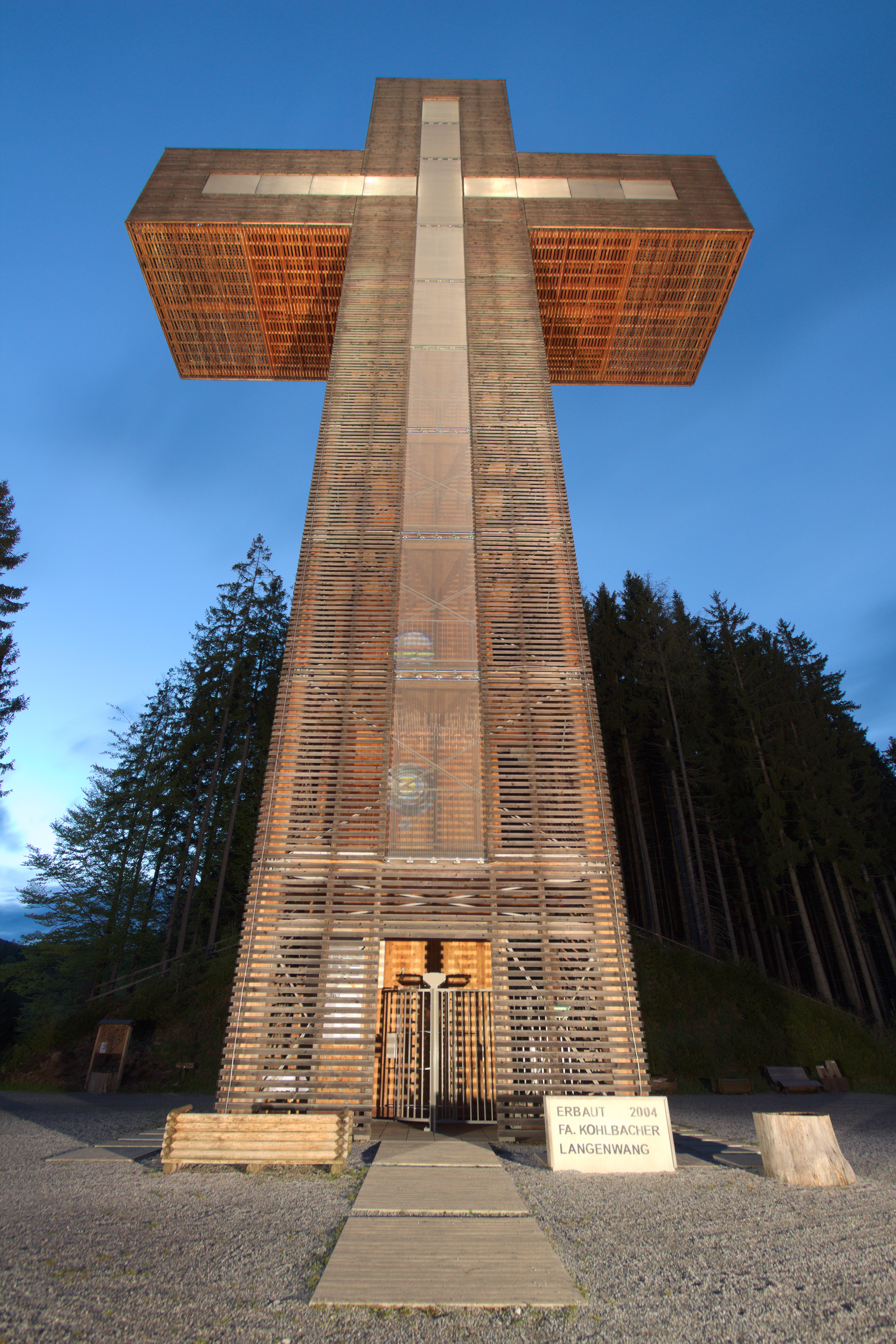
Nachtansicht

Das Pilgerkreuz am Veitscher Ölberg steht im Ort Veitsch in der Marktgemeinde Sankt Barbara im Mürztal im Bezirk Bruck-Mürzzuschlag in der Steiermark. Das größte begehbare Holzkreuz der Welt gilt als Zeichen des Friedens und der Verständigung der Völker und wird von vielen Pilgern am Mariazellerweg 06 besucht.

## Architektur
Das im Jahr 2004 errichtete Pilgerkreuz am Veitscher Ölberg ist innen bis in eine Höhe von 27 Metern begehbar. Es hat eine Höhe von 40,70 Metern, eine Spannweite von 32,20 Metern und ist eine Holzkonstruktion mit Metallverstrebungen. Es wurden 230 Kubikmeter Schnittholz, das entspricht 380 Laufmetern Lärchenholz, für den Bau des Pilgerkreuzes verwendet. Der Kreuzungspunkt der Kreuzarme ist ein Ruhe- und Andachtsraum.

## Ausstattung
Das Innere des Kreuzes ist in sechs thematisch unterschiedliche Kammern unterteilt, die künstlerisch von Adolf Osterider und Heide Osterider-Stibor in Form der Schöpfungsgeschichte gestaltet wurden.
Das Pilgerkreuz ist von Veitsch aus über Wanderwege oder mit einem Shuttlebus erreichbar.